# Allumwandlung
|   | a | b | c | d | e | f | g | h |   |
| 8 | a7 blanques torre · e6 negres rei · f6 blanques peó · g6 blanques peó · d5 negres peó · e5 negres peó · f5 negres peó · d4 blanques alfil · f4 blanques peó · b3 blanques rei · d3 blanques peó · f3 blanques peó | a7 blanques torre · e6 negres rei · f6 blanques peó · g6 blanques peó · d5 negres peó · e5 negres peó · f5 negres peó · d4 blanques alfil · f4 blanques peó · b3 blanques rei · d3 blanques peó · f3 blanques peó | a7 blanques torre · e6 negres rei · f6 blanques peó · g6 blanques peó · d5 negres peó · e5 negres peó · f5 negres peó · d4 blanques alfil · f4 blanques peó · b3 blanques rei · d3 blanques peó · f3 blanques peó | a7 blanques torre · e6 negres rei · f6 blanques peó · g6 blanques peó · d5 negres peó · e5 negres peó · f5 negres peó · d4 blanques alfil · f4 blanques peó · b3 blanques rei · d3 blanques peó · f3 blanques peó | a7 blanques torre · e6 negres rei · f6 blanques peó · g6 blanques peó · d5 negres peó · e5 negres peó · f5 negres peó · d4 blanques alfil · f4 blanques peó · b3 blanques rei · d3 blanques peó · f3 blanques peó | a7 blanques torre · e6 negres rei · f6 blanques peó · g6 blanques peó · d5 negres peó · e5 negres peó · f5 negres peó · d4 blanques alfil · f4 blanques peó · b3 blanques rei · d3 blanques peó · f3 blanques peó | a7 blanques torre · e6 negres rei · f6 blanques peó · g6 blanques peó · d5 negres peó · e5 negres peó · f5 negres peó · d4 blanques alfil · f4 blanques peó · b3 blanques rei · d3 blanques peó · f3 blanques peó | a7 blanques torre · e6 negres rei · f6 blanques peó · g6 blanques peó · d5 negres peó · e5 negres peó · f5 negres peó · d4 blanques alfil · f4 blanques peó · b3 blanques rei · d3 blanques peó · f3 blanques peó | 8 |
| 7 | a7 blanques torre · e6 negres rei · f6 blanques peó · g6 blanques peó · d5 negres peó · e5 negres peó · f5 negres peó · d4 blanques alfil · f4 blanques peó · b3 blanques rei · d3 blanques peó · f3 blanques peó | a7 blanques torre · e6 negres rei · f6 blanques peó · g6 blanques peó · d5 negres peó · e5 negres peó · f5 negres peó · d4 blanques alfil · f4 blanques peó · b3 blanques rei · d3 blanques peó · f3 blanques peó | a7 blanques torre · e6 negres rei · f6 blanques peó · g6 blanques peó · d5 negres peó · e5 negres peó · f5 negres peó · d4 blanques alfil · f4 blanques peó · b3 blanques rei · d3 blanques peó · f3 blanques peó | a7 blanques torre · e6 negres rei · f6 blanques peó · g6 blanques peó · d5 negres peó · e5 negres peó · f5 negres peó · d4 blanques alfil · f4 blanques peó · b3 blanques rei · d3 blanques peó · f3 blanques peó | a7 blanques torre · e6 negres rei · f6 blanques peó · g6 blanques peó · d5 negres peó · e5 negres peó · f5 negres peó · d4 blanques alfil · f4 blanques peó · b3 blanques rei · d3 blanques peó · f3 blanques peó | a7 blanques torre · e6 negres rei · f6 blanques peó · g6 blanques peó · d5 negres peó · e5 negres peó · f5 negres peó · d4 blanques alfil · f4 blanques peó · b3 blanques rei · d3 blanques peó · f3 blanques peó | a7 blanques torre · e6 negres rei · f6 blanques peó · g6 blanques peó · d5 negres peó · e5 negres peó · f5 negres peó · d4 blanques alfil · f4 blanques peó · b3 blanques rei · d3 blanques peó · f3 blanques peó | a7 blanques torre · e6 negres rei · f6 blanques peó · g6 blanques peó · d5 negres peó · e5 negres peó · f5 negres peó · d4 blanques alfil · f4 blanques peó · b3 blanques rei · d3 blanques peó · f3 blanques peó | 7 |
| 6 | a7 blanques torre · e6 negres rei · f6 blanques peó · g6 blanques peó · d5 negres peó · e5 negres peó · f5 negres peó · d4 blanques alfil · f4 blanques peó · b3 blanques rei · d3 blanques peó · f3 blanques peó | a7 blanques torre · e6 negres rei · f6 blanques peó · g6 blanques peó · d5 negres peó · e5 negres peó · f5 negres peó · d4 blanques alfil · f4 blanques peó · b3 blanques rei · d3 blanques peó · f3 blanques peó | a7 blanques torre · e6 negres rei · f6 blanques peó · g6 blanques peó · d5 negres peó · e5 negres peó · f5 negres peó · d4 blanques alfil · f4 blanques peó · b3 blanques rei · d3 blanques peó · f3 blanques peó | a7 blanques torre · e6 negres rei · f6 blanques peó · g6 blanques peó · d5 negres peó · e5 negres peó · f5 negres peó · d4 blanques alfil · f4 blanques peó · b3 blanques rei · d3 blanques peó · f3 blanques peó | a7 blanques torre · e6 negres rei · f6 blanques peó · g6 blanques peó · d5 negres peó · e5 negres peó · f5 negres peó · d4 blanques alfil · f4 blanques peó · b3 blanques rei · d3 blanques peó · f3 blanques peó | a7 blanques torre · e6 negres rei · f6 blanques peó · g6 blanques peó · d5 negres peó · e5 negres peó · f5 negres peó · d4 blanques alfil · f4 blanques peó · b3 blanques rei · d3 blanques peó · f3 blanques peó | a7 blanques torre · e6 negres rei · f6 blanques peó · g6 blanques peó · d5 negres peó · e5 negres peó · f5 negres peó · d4 blanques alfil · f4 blanques peó · b3 blanques rei · d3 blanques peó · f3 blanques peó | a7 blanques torre · e6 negres rei · f6 blanques peó · g6 blanques peó · d5 negres peó · e5 negres peó · f5 negres peó · d4 blanques alfil · f4 blanques peó · b3 blanques rei · d3 blanques peó · f3 blanques peó | 6 |
| 5 | a7 blanques torre · e6 negres rei · f6 blanques peó · g6 blanques peó · d5 negres peó · e5 negres peó · f5 negres peó · d4 blanques alfil · f4 blanques peó · b3 blanques rei · d3 blanques peó · f3 blanques peó | a7 blanques torre · e6 negres rei · f6 blanques peó · g6 blanques peó · d5 negres peó · e5 negres peó · f5 negres peó · d4 blanques alfil · f4 blanques peó · b3 blanques rei · d3 blanques peó · f3 blanques peó | a7 blanques torre · e6 negres rei · f6 blanques peó · g6 blanques peó · d5 negres peó · e5 negres peó · f5 negres peó · d4 blanques alfil · f4 blanques peó · b3 blanques rei · d3 blanques peó · f3 blanques peó | a7 blanques torre · e6 negres rei · f6 blanques peó · g6 blanques peó · d5 negres peó · e5 negres peó · f5 negres peó · d4 blanques alfil · f4 blanques peó · b3 blanques rei · d3 blanques peó · f3 blanques peó | a7 blanques torre · e6 negres rei · f6 blanques peó · g6 blanques peó · d5 negres peó · e5 negres peó · f5 negres peó · d4 blanques alfil · f4 blanques peó · b3 blanques rei · d3 blanques peó · f3 blanques peó | a7 blanques torre · e6 negres rei · f6 blanques peó · g6 blanques peó · d5 negres peó · e5 negres peó · f5 negres peó · d4 blanques alfil · f4 blanques peó · b3 blanques rei · d3 blanques peó · f3 blanques peó | a7 blanques torre · e6 negres rei · f6 blanques peó · g6 blanques peó · d5 negres peó · e5 negres peó · f5 negres peó · d4 blanques alfil · f4 blanques peó · b3 blanques rei · d3 blanques peó · f3 blanques peó | a7 blanques torre · e6 negres rei · f6 blanques peó · g6 blanques peó · d5 negres peó · e5 negres peó · f5 negres peó · d4 blanques alfil · f4 blanques peó · b3 blanques rei · d3 blanques peó · f3 blanques peó | 5 |
| 4 | a7 blanques torre · e6 negres rei · f6 blanques peó · g6 blanques peó · d5 negres peó · e5 negres peó · f5 negres peó · d4 blanques alfil · f4 blanques peó · b3 blanques rei · d3 blanques peó · f3 blanques peó | a7 blanques torre · e6 negres rei · f6 blanques peó · g6 blanques peó · d5 negres peó · e5 negres peó · f5 negres peó · d4 blanques alfil · f4 blanques peó · b3 blanques rei · d3 blanques peó · f3 blanques peó | a7 blanques torre · e6 negres rei · f6 blanques peó · g6 blanques peó · d5 negres peó · e5 negres peó · f5 negres peó · d4 blanques alfil · f4 blanques peó · b3 blanques rei · d3 blanques peó · f3 blanques peó | a7 blanques torre · e6 negres rei · f6 blanques peó · g6 blanques peó · d5 negres peó · e5 negres peó · f5 negres peó · d4 blanques alfil · f4 blanques peó · b3 blanques rei · d3 blanques peó · f3 blanques peó | a7 blanques torre · e6 negres rei · f6 blanques peó · g6 blanques peó · d5 negres peó · e5 negres peó · f5 negres peó · d4 blanques alfil · f4 blanques peó · b3 blanques rei · d3 blanques peó · f3 blanques peó | a7 blanques torre · e6 negres rei · f6 blanques peó · g6 blanques peó · d5 negres peó · e5 negres peó · f5 negres peó · d4 blanques alfil · f4 blanques peó · b3 blanques rei · d3 blanques peó · f3 blanques peó | a7 blanques torre · e6 negres rei · f6 blanques peó · g6 blanques peó · d5 negres peó · e5 negres peó · f5 negres peó · d4 blanques alfil · f4 blanques peó · b3 blanques rei · d3 blanques peó · f3 blanques peó | a7 blanques torre · e6 negres rei · f6 blanques peó · g6 blanques peó · d5 negres peó · e5 negres peó · f5 negres peó · d4 blanques alfil · f4 blanques peó · b3 blanques rei · d3 blanques peó · f3 blanques peó | 4 |
| 3 | a7 blanques torre · e6 negres rei · f6 blanques peó · g6 blanques peó · d5 negres peó · e5 negres peó · f5 negres peó · d4 blanques alfil · f4 blanques peó · b3 blanques rei · d3 blanques peó · f3 blanques peó | a7 blanques torre · e6 negres rei · f6 blanques peó · g6 blanques peó · d5 negres peó · e5 negres peó · f5 negres peó · d4 blanques alfil · f4 blanques peó · b3 blanques rei · d3 blanques peó · f3 blanques peó | a7 blanques torre · e6 negres rei · f6 blanques peó · g6 blanques peó · d5 negres peó · e5 negres peó · f5 negres peó · d4 blanques alfil · f4 blanques peó · b3 blanques rei · d3 blanques peó · f3 blanques peó | a7 blanques torre · e6 negres rei · f6 blanques peó · g6 blanques peó · d5 negres peó · e5 negres peó · f5 negres peó · d4 blanques alfil · f4 blanques peó · b3 blanques rei · d3 blanques peó · f3 blanques peó | a7 blanques torre · e6 negres rei · f6 blanques peó · g6 blanques peó · d5 negres peó · e5 negres peó · f5 negres peó · d4 blanques alfil · f4 blanques peó · b3 blanques rei · d3 blanques peó · f3 blanques peó | a7 blanques torre · e6 negres rei · f6 blanques peó · g6 blanques peó · d5 negres peó · e5 negres peó · f5 negres peó · d4 blanques alfil · f4 blanques peó · b3 blanques rei · d3 blanques peó · f3 blanques peó | a7 blanques torre · e6 negres rei · f6 blanques peó · g6 blanques peó · d5 negres peó · e5 negres peó · f5 negres peó · d4 blanques alfil · f4 blanques peó · b3 blanques rei · d3 blanques peó · f3 blanques peó | a7 blanques torre · e6 negres rei · f6 blanques peó · g6 blanques peó · d5 negres peó · e5 negres peó · f5 negres peó · d4 blanques alfil · f4 blanques peó · b3 blanques rei · d3 blanques peó · f3 blanques peó | 3 |
| 2 | a7 blanques torre · e6 negres rei · f6 blanques peó · g6 blanques peó · d5 negres peó · e5 negres peó · f5 negres peó · d4 blanques alfil · f4 blanques peó · b3 blanques rei · d3 blanques peó · f3 blanques peó | a7 blanques torre · e6 negres rei · f6 blanques peó · g6 blanques peó · d5 negres peó · e5 negres peó · f5 negres peó · d4 blanques alfil · f4 blanques peó · b3 blanques rei · d3 blanques peó · f3 blanques peó | a7 blanques torre · e6 negres rei · f6 blanques peó · g6 blanques peó · d5 negres peó · e5 negres peó · f5 negres peó · d4 blanques alfil · f4 blanques peó · b3 blanques rei · d3 blanques peó · f3 blanques peó | a7 blanques torre · e6 negres rei · f6 blanques peó · g6 blanques peó · d5 negres peó · e5 negres peó · f5 negres peó · d4 blanques alfil · f4 blanques peó · b3 blanques rei · d3 blanques peó · f3 blanques peó | a7 blanques torre · e6 negres rei · f6 blanques peó · g6 blanques peó · d5 negres peó · e5 negres peó · f5 negres peó · d4 blanques alfil · f4 blanques peó · b3 blanques rei · d3 blanques peó · f3 blanques peó | a7 blanques torre · e6 negres rei · f6 blanques peó · g6 blanques peó · d5 negres peó · e5 negres peó · f5 negres peó · d4 blanques alfil · f4 blanques peó · b3 blanques rei · d3 blanques peó · f3 blanques peó | a7 blanques torre · e6 negres rei · f6 blanques peó · g6 blanques peó · d5 negres peó · e5 negres peó · f5 negres peó · d4 blanques alfil · f4 blanques peó · b3 blanques rei · d3 blanques peó · f3 blanques peó | a7 blanques torre · e6 negres rei · f6 blanques peó · g6 blanques peó · d5 negres peó · e5 negres peó · f5 negres peó · d4 blanques alfil · f4 blanques peó · b3 blanques rei · d3 blanques peó · f3 blanques peó | 2 |
| 1 | a7 blanques torre · e6 negres rei · f6 blanques peó · g6 blanques peó · d5 negres peó · e5 negres peó · f5 negres peó · d4 blanques alfil · f4 blanques peó · b3 blanques rei · d3 blanques peó · f3 blanques peó | a7 blanques torre · e6 negres rei · f6 blanques peó · g6 blanques peó · d5 negres peó · e5 negres peó · f5 negres peó · d4 blanques alfil · f4 blanques peó · b3 blanques rei · d3 blanques peó · f3 blanques peó | a7 blanques torre · e6 negres rei · f6 blanques peó · g6 blanques peó · d5 negres peó · e5 negres peó · f5 negres peó · d4 blanques alfil · f4 blanques peó · b3 blanques rei · d3 blanques peó · f3 blanques peó | a7 blanques torre · e6 negres rei · f6 blanques peó · g6 blanques peó · d5 negres peó · e5 negres peó · f5 negres peó · d4 blanques alfil · f4 blanques peó · b3 blanques rei · d3 blanques peó · f3 blanques peó | a7 blanques torre · e6 negres rei · f6 blanques peó · g6 blanques peó · d5 negres peó · e5 negres peó · f5 negres peó · d4 blanques alfil · f4 blanques peó · b3 blanques rei · d3 blanques peó · f3 blanques peó | a7 blanques torre · e6 negres rei · f6 blanques peó · g6 blanques peó · d5 negres peó · e5 negres peó · f5 negres peó · d4 blanques alfil · f4 blanques peó · b3 blanques rei · d3 blanques peó · f3 blanques peó | a7 blanques torre · e6 negres rei · f6 blanques peó · g6 blanques peó · d5 negres peó · e5 negres peó · f5 negres peó · d4 blanques alfil · f4 blanques peó · b3 blanques rei · d3 blanques peó · f3 blanques peó | a7 blanques torre · e6 negres rei · f6 blanques peó · g6 blanques peó · d5 negres peó · e5 negres peó · f5 negres peó · d4 blanques alfil · f4 blanques peó · b3 blanques rei · d3 blanques peó · f3 blanques peó | 1 |
|   | a | b | c | d | e | f | g | h |   |

Un allumwandlung (mot alemany per "promoció completa") és un problema d'escacs en què, en algun moment de la solució, un peó (o, de vegades, peons), és promocionat diversament a cavall, alfil, torre i dama.
A la dreta hi ha un problema compost per Niels Høeg i publicat per primer cop el 1905. Les blanques juguen i fan mat en tres. La jugada clau (la primera jugada de les blanques) és 1.f7, i depenent de com es defensin les negres, les blanques promocionen ja sigui a dama, a torre, a alfil, o a cavall, en la jugada dos. Les variants són:
1... e4 2. f8D qualsevol 3. De7 mat (o Df6 mat)
1... Rd6 2. f8D Rc6 3. Dc5 mat
1... exf4 2. f8T Rd6 3. Tf6 mat
1... exd4 2. f8A Rf6 3. Ta6 mat
1... Rf6 2. f8C exd4 3. Tf7 mat
La importància de les promocions menors queda palesa si es considera què passa en cas que les blanques promocionin a dama: després de 1... exf4 o 1... exd4 2. f8D és ofegat, mentre que seguir 1... Rf6 2. f8D Rxg6 no condueix al mat.